# ヨハネス4世 (ローマ教皇)
ヨハネス4世（Ioannes IV、? - 642年10月12日）は、第72代ローマ教皇（在位：640年12月24日 - 642年10月12日）。教会慣用名はヨハネ。

## 概要
ダルマティアの生まれで、おそらくはサロナの町の出身であろうと考えられている。バルカン半島でスラヴ人の捕虜となったキリスト教信者を救出し、ラテラン洗礼台の遺骨を祀る堂を造った。641年、はじめてローマで宗教会議（ローマ公会議）をひらいてキリスト単意論をきびしく非難し、東ローマ皇帝ヘラクレイオスを異端とした。